# Acanthoclonia histrinus
Acanthoclonia histrinus är en insektsart som först beskrevs av John Obadiah Westwood 1859.  Acanthoclonia histrinus ingår i släktet Acanthoclonia och familjen Pseudophasmatidae. Inga underarter finns listade i Catalogue of Life.